# Дзежгонь
Дзе́жгонь (пол. Dzierzgoń, нім. Christburg) — місто в північній Польщі, на однойменній річці. Належить до Штумського повіту Поморського воєводства.
Місто відоме зробленими неподалік археологічними знахідками помостів римського часу датованих Груго Конвенцом. Знахідка двох фрагментів деревно-ґрунтових шляхів довжиною 1230 м біля с. Святий Гай та 640 м біля с. Свіди, шириною від 4 до 6 м свідчила, що тут в давнину проходили важливі дороги через заплаву р. Дзежгонь. Дендрохронологія показала, що ці дороги почали будувати в І ст. до н.е. Функціонували помости щонайменше до ІІІ ст. н.е. Дендрохронологія показала, що ці дороги почали будувати в І ст. до н.е. Функціонували помости щонайменше до ІІІ ст. н.е.

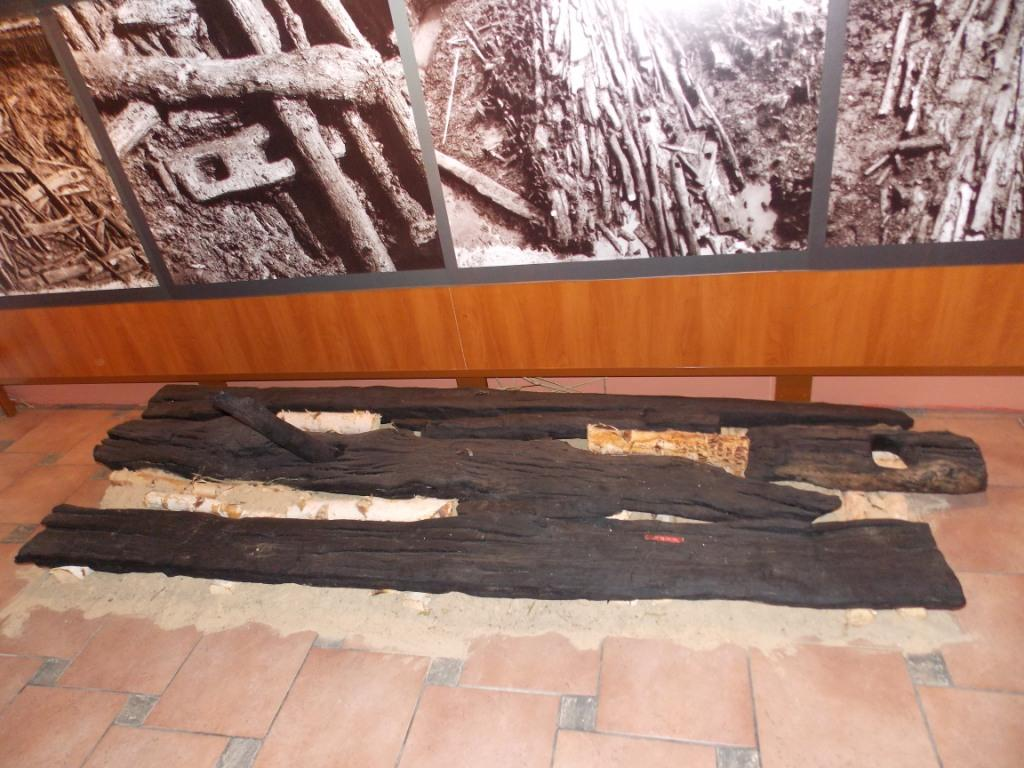
Фрагмент помосту давнього шляху через долину річки Дзежгонь. Історико-археологічний музей у Ельблонгу, 2013 р.

## Українці в Дзежгоні
Після другої світової війни німців на берегах Дзежгоня змінили поляки та депортовані українці. Тут виникла друга після Циганка греко-католицька парафія в регіоні. Першу літургію в місцевому костелі відправив 7 січня 1957 р. все той же о. Василь Гриник. Ще раніше утворився церковний комітет в особах: Володимир Куравський, Микола Грнутовський, Петро Жила, Леон Кривонос, Степан Дадьо і Михайло Маркович. Цю подію можна вважати початком утворення Святодухівської греко-католицької парафії, у Дзежгоні, вул. Крива (Krzywa), 16.
Після залагодження необхідних формальностей в римсько-католицькій курії в Ольштині, наступне богослужіння відправив на Великдень 1957 р. о. Євстафій Харкаліс. З того часу Дзежгонь і його околиці мають церковну опіку. Від 1957 до 1991 р. пробощем був отець Харкаліс. Вірні мають свою церкву, якою служить колишній бернардинський костел, який у 1988-1992 рр. був відремонтований та пристосований до потреб візантійського обряду. Треба відзначити, що храм, а також кляшторні споруди належать до найцінніших пам’яток, які вціліли після другої світової війни. Збудований в 1693-1724 рр. орденом бернардинів-реформатів він виконував свої функції до 1832 р., тобто до ліквідації монастирів в Пруссії. В монастирі розташували школу, а храм став парафіяльним. До 1945 р. храм служив німецьким католикам. По війні, в 1945-1957 рр. костел цей спорадично використовувався католиками, а з 1957 р. – греко-католиками.

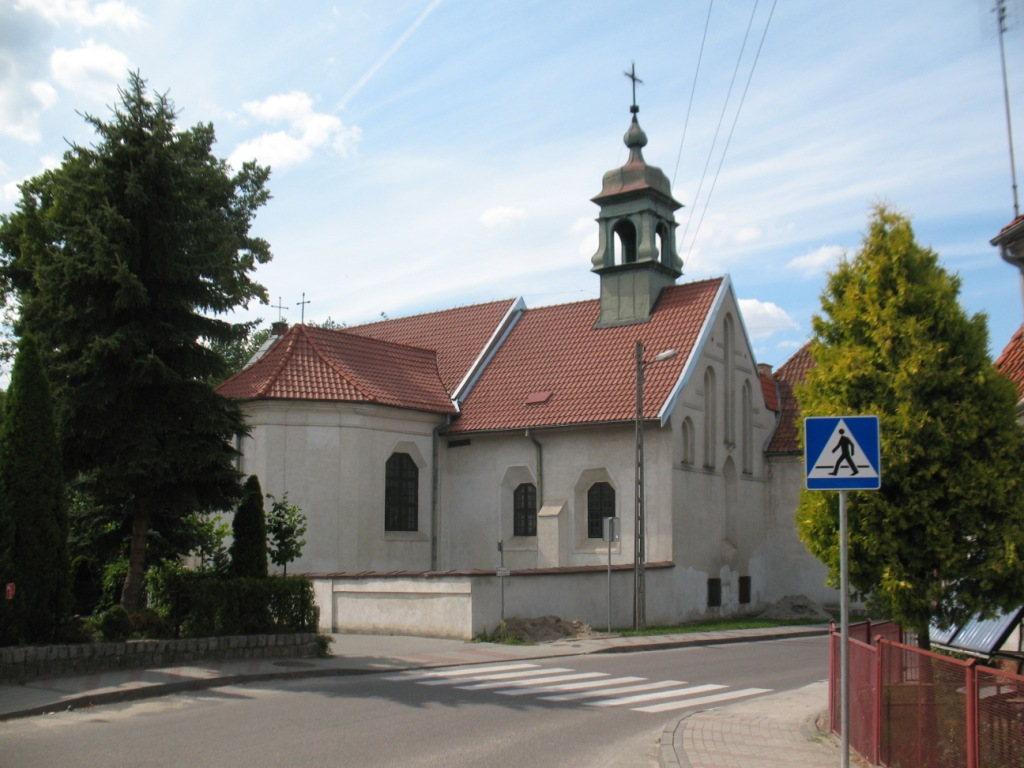
Колишній бернардинський костел – наразі греко-католицька церква Святого Духа у м. Дзежгонь, 2014 р.

В 1988 р. вірні парафії урочисто святкували 1000-ліття хрещення Русі. В 1991 р. Урочисто відмічено 60-річчя пастиря о. Євстафія. В 1992 р. Після закінчення капітального ремонту храм було освячено єпископом Іваном Мартиняком, одночасно храм передано у власність греко-католицької церкви. У 1988-1992 рр. в парафії працював сучасний пробощ Пасленка та Ельблонга Андрій Сорока, а після цього у 1992-1996 рр. о. Євген Кузьмяк. В 1995 р. парафія в присутності Івана Мартиняка святкувала 400-річчя Брестської Унії. З 1996 р. настоятелем у Дзежгоні є о. Петро Габорчак.
В Дзежгоні існував також гурток УСКТ. Станом на 1965-1971 рр. він мав свою домівку. Розповсюджував «Наше Слово» та українські календарі. Головою гуртка був Йосип Мачишин. Світлиця знаходилася в якомусь будинку (необхідно встановити в якому), який вимагав ремонту про що клопоталися українці. В 1917/71 рр. тут припинилося навчання української мови, хоча вчителька Дарія Колодинська готова була продовжувати науку. Проте не доходили діти. Громада с. Святий гай належала до кола в Дзежгоні. 04.04.1971 р. на виступ естрадного колективу в з Ельблонга під керівництвом Богдана Фолюсевича у Святому гаю прибуло понад 70 людей.

## Демографія
Демографічна структура станом на 31 березня 2011 року:
|          | Загалом | Допрацездатний вік | Працездатний вік | Постпрацездатний вік |
| -------- | ------- | ------------------ | ---------------- | -------------------- |
| Чоловіки | 2780    | 655                | 1925             | 200                  |
| Жінки    | 2874    | 531                | 1817             | 526                  |
| Разом    | 5654    | 1186               | 3742             | 726                  |